# Panicum queenslandicum
Panicum queenslandicum är en gräsart som beskrevs av Karel Domin. Panicum queenslandicum ingår i släktet vipphirser, och familjen gräs. Inga underarter finns listade i Catalogue of Life.